# LVTP 5
Il mezzo anfibio LVTP-5 landing vehicle, tracked, personnel è stato l'anello di congiunzione tra i veicoli LVTP della seconda guerra mondiale, dei quali manteneva alcune caratteristiche, ed i più recenti LVTP-7.

## Caratteristiche

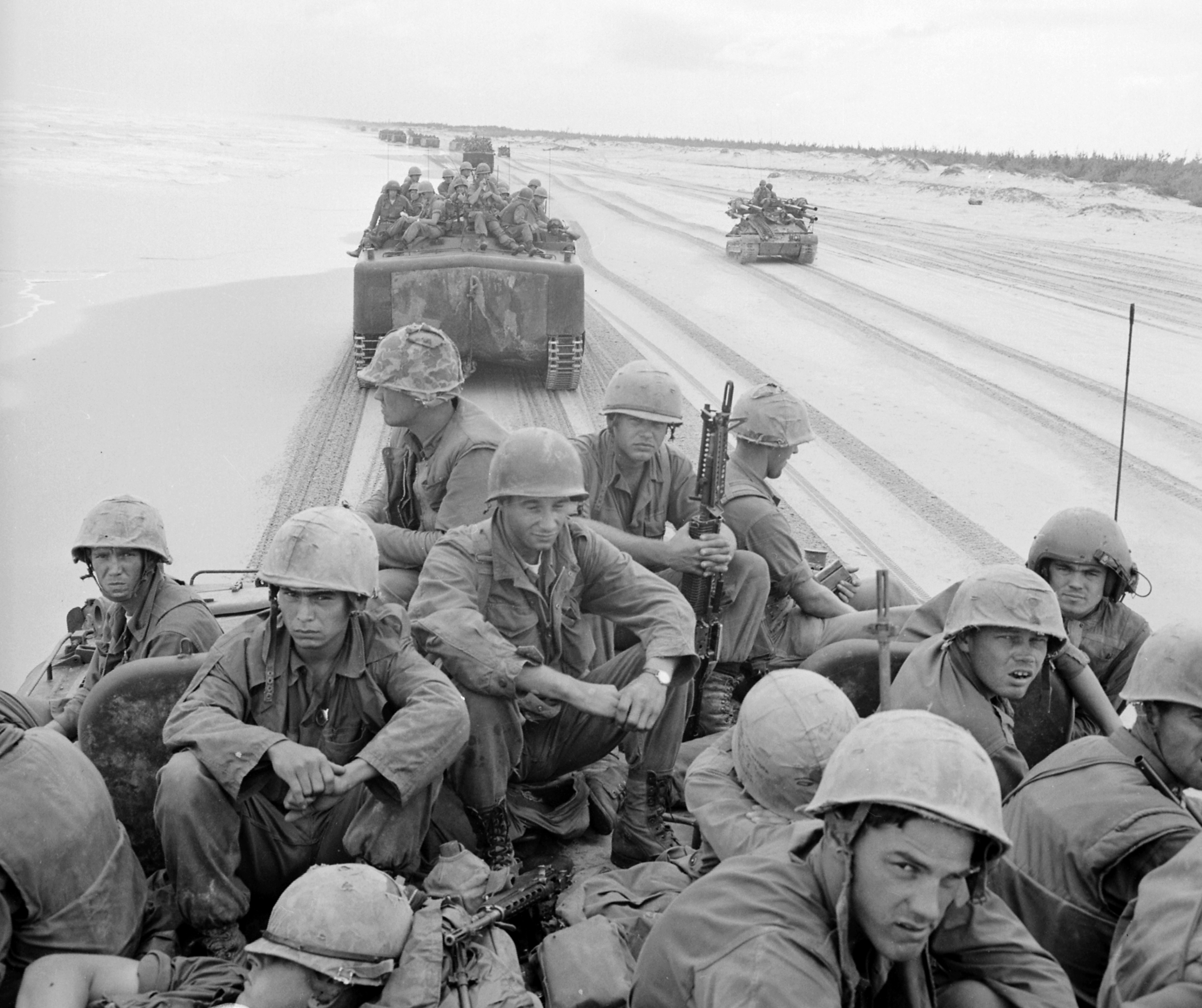
Un LVTP 5 in Vietnam nel 1966

Si trattava di un grosso mezzo cingolato, molto complesso, sviluppato negli anni cinquanta per fornire un mezzo al United States Marine Corps in grado di effettuare assalti anfibi. Il veicolo si rivelò purtroppo molto costoso da mantenere e quasi sempre vittima di guasti meccanici. Ciò nonostante, a causa della scarsità dei loro più moderni successori, è rimasto in servizio attivo presso le forze armate di Taiwan fino a tempi recenti. La versione dotata di obice da 105 mm in torretta era nata per azioni di supporto di fuoco.
L'LVTP-5 poteva trasportare fino a 34 soldati completamente equipaggiati, protetti da un largo scafo corazzato con piastre d'acciaio dello spessore massimo di 6 mm. L'LVTP-5 era propulso in acqua dai suoi stessi cingoli, che gli conferivano una velocità massima di 11 km/h. Il guidatore trovava posto in una cupola anteriore. Andò fuori servizio negli anni settanta.